# آپهالند
latitudeآپهالندlongitudeآپهالند
آپهالند (به انگلیسی: Upholland) یک محله مدنی در لانکشایر غربی، بریتانیا است در این محله خانه‌های قدیمی و بسیار زیبای قرار دارد که همین باعث شهرت این محله شده‌است.

## نگارخانه

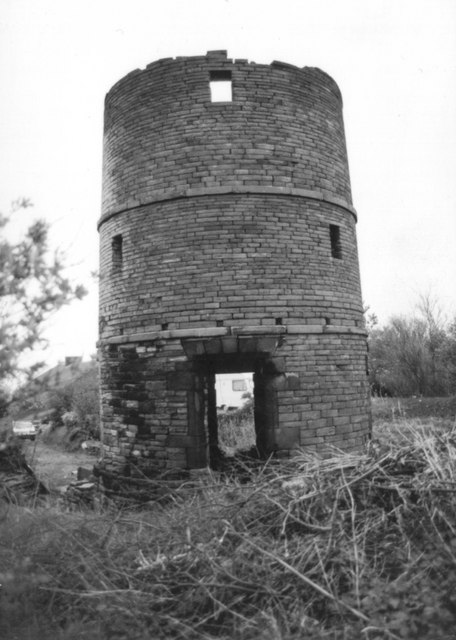
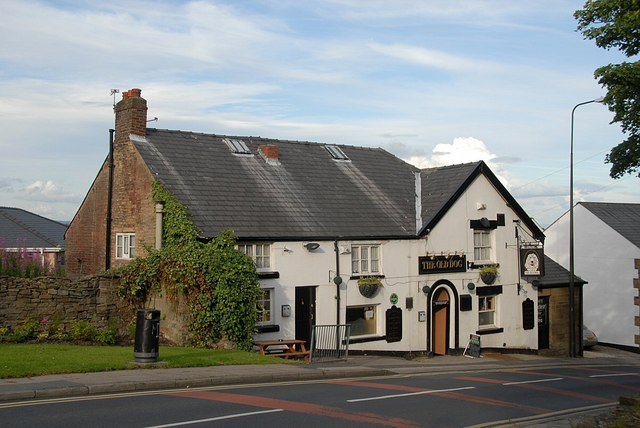
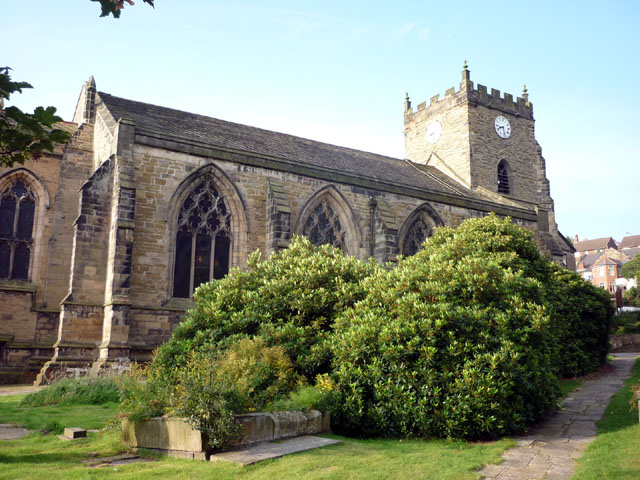
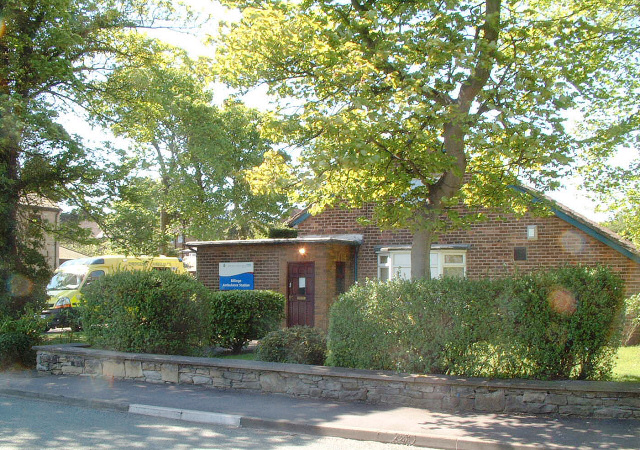